# NewJeans
NewJeans (coréen : 뉴진스), ou NJZ (coréen : 엔제이지), est un girl group sud-coréen formé en 2022 par ADOR, un label appartenant au géant sud-coréen du divertissement HYBE. Le groupe est composé de cinq membres se prénommant Minji, Hanni, Danielle, Haerin et Hyein. Le groupe est reconnu pour sa musique et son style aux éléments Pop et RnB des années 1990 et 2000, exécutés avec une production moderne.
NewJeans fait des débuts avec son premier single Attention qui se classe numéro un en Corée du Sud peu de temps après sa sortie. Avec la sortie de son single Ditto en décembre 2022,le groupe fait une percée internationale et devient notamment le cinquième groupe de K-pop de l’histoire à réussir une entrée dans le classement américain du Billboard Hot 100.
En 2023, NewJeans se voit décerner les Grands Prix d'Artiste de l'année et de la Chanson de l'année pour son titre Ditto aux MAMA Awards, aux MelOn Music Awards, aux Asia Artist Awards et aux Golden Disk Awards.
Le 28 novembre 2024, lors d'une conférence de presse, les membres de NewJeans annoncent rompre leurs contrats avec leur label ADOR après plusieurs mois de conflits internes et annoncent leur intention de se lancer dans un nouvelle voie hors du label,,. À la suite de cela, en février 2025, le groupe annonce son nouveau nom : NJZ. Cependant, ADOR remporte une injonction pour interdire au groupe d'exercer indépendamment et NewJeans annonce alors se mettre en pause le temps de la bataille juridique.

## Biographie

### Origines (2019 à 2022)
Le 1er juillet 2019, Big Hit Entertainment (désormais connu comme HYBE) annonce que Min Hee-jin, ancienne directrice de la création chez SM Entertainment, rejoint le label en tant que directrice de marque. Sa première mission sera d'être responsable de la création d'un girl group sous Source Music, une filiale de Big Hit Entertainment. Dans le cadre de ce projet, Big Hit Entertainment annonce en septembre 2019 le lancement des Plus Global Audition afin de recruter des membres pour le lancement du girl group prévu pour 2021. La formation des membres du groupe a commencé début 2020.
Lors du deuxième semestre de 2021, Min Hee-jin souhaite désormais être à la tête de son propre label pour le lancement du girl group. Elle sélectionne ainsi Minji, Hanni, Danielle, Haerin et Hyein, qui étaient jusqu'alors stagiaires sous Source Music, pour être transférées dans son nouveau label. En novembre 2021, HYBE annonce le lancement de son nouveau label indépendant, ADOR, mené par Min Hee-jin.
Début mars 2022, Min Hee-jin annonce que les débuts de son girl group se feront au cours du troisième trimestre de l'année et qu'il présentera une « image nouvelle aux fans de K-pop du monde entier ».

### Débuts avecAttentionet premier EP
Le 1er juillet 2022, les premières vidéos teasers sortent et il y est annoncé que le groupe sortira son premier contenu le 22 juillet. À cette date, le groupe sort son premier clip de la chanson Attention et annonce que l'EP New Jeans sera distribué numériquement le 1er août et physiquement le 8 août.
Le 19 décembre 2022, NewJeans sortent un nouveau single intitulé Ditto. Le 2 janvier 2023, NewJeans dévoilent leur premier single album intitulé OMG, incluant les titres OMG et Ditto.
En mars, après un peu plus de sept mois d'existence, NewJeans dépasse le milliard de streams cumulés sur Spotify, un record du monde pour un groupe k-pop officialisé par le Guinness World Records. Le groupe est programmé à Lollapalooza et au Summer Sonic Festival en août 2023.
Fin juillet 2023, le groupe dépasse les deux milliards de streams cumulés sur Spotify, à peine un an après ses débuts. Le 2 septembre 2024, NewJeans franchit la barre des cinq milliards de streams cumulés sur la plateforme.

## Partenariats commerciaux
Très vite, le groupe fait l'objet d'une attention particulière de la part de grandes marques. Dès la fin du mois d'octobre 2022, à peine trois mois après les débuts du groupe, Hanni devient la nouvelle ambassadrice de la marque Gucci. Deux mois plus tard, fin décembre, Hyein devient la nouvelle ambassadrice de la marque Louis Vuitton. Début janvier 2023, Danielle s'engage avec Burberry.
En février, Hanni s'engage avec Armani Beauty et Minji devient ambassadrice pour Chanel. En mars, le groupe au complet s'engage avec la marque de jeans Levi's avant que Danielle devienne (en solo) ambassadrice pour Yves Saint Laurent Beauty.
Le 3 avril 2023, NewJeans sort un nouveau single Zero en collaboration avec Coca-Cola pour promouvoir le Coca-Cola zero. À la fin du mois, Haerin s'engage avec Dior Jewelry et Dior Fashion & Beauty,, rejoignant Jisoo du groupe Blackpink et Jimin du groupe BTS. Également dans le courant du premier semestre 2023, le groupe travaille avec Apple (Corée) et Mac Donald's pour une campagne internationale.
En janvier 2024, Minji devient ambassadrice pour Chanel. En mars, Danielle s'engage avec la marque Celine. Fin septembre, le groupe devient Global Ambassador pour Calvin Klein.
Le 17 décembre 2024, Danielle devient ambassadrice pour Omega.

## Membres
| Nom de scène | Nom de scène | Nom de naissance | Nom de naissance | Date de naissance | Nationalité            |
| Romanisé     | Coréen       | Romanisé         | Coréen           | Date de naissance | Nationalité            |
| ------------ | ------------ | ---------------- | ---------------- | ----------------- | ---------------------- |
| Minji        | 민지         | Kim Min-ji       | 김민지           | 7 mai 2004        | Sud-coréenne           |
| Hanni        | 하니         | Hanni Pham       | 하니팜           | 6 octobre 2004    | Australo/ Vietnamienne |
| Danielle     | 다니엘       | Danielle Marsh   | 모지혜           | 11 avril 2005     | Australo/ Sud-coréenne |
| Haerin       | 해린         | Kang Hae-rin     | 강해린           | 15 mai 2006       | Sud-coréenne           |
| Hyein        | 혜인         | Lee Hye-in       | 이혜인           | 21 avril 2008     | Sud-coréenne           |

## Discographie

### Mini-albums (EP)
| Année                                                                                         | Titre     | Détails                                                           | Classements | Classements | Classements | Classements | Classements | Classements | Classements | Ventes                                                                   |
| Année                                                                                         | Titre     | Détails                                                           | COR         | JAP         | ALL         | FRA         | GBR         | CAN         | USA         | Ventes                                                                   |
| --------------------------------------------------------------------------------------------- | --------- | ----------------------------------------------------------------- | ----------- | ----------- | ----------- | ----------- | ----------- | ----------- | ----------- | ------------------------------------------------------------------------ |
| 2022                                                                                          | New Jeans | - Date de sortie : 1er août 2022 - Label : ADOR (HYBE)            | 1           | 10          | 91          | —           | —           | —           | —           | - COR : plus de 1 732 000 - JAP : plus de 14 000                         |
| 2023                                                                                          | Get Up    | - Date de sortie : 21 juillet 2023 - Labels : ADOR (HYBE), Geffen | 2           | 3           | 10          | 5           | 15          | 4           | 1           | - COR : plus de 2 232 000 - USA : plus de 332 000 - JAP : plus de 67 000 |
| « — » indique que l'album ne s'est pas classé ou n'est pas éligible au classement de ce pays. |           |                                                                   |             |             |             |             |             |             |             |                                                                          |

### Single albums
| Année                                                                                         | Titre        | Détails                                                          | Classement | Ventes                                           |
| Année                                                                                         | Titre        | Détails                                                          | COR        | Ventes                                           |
| --------------------------------------------------------------------------------------------- | ------------ | ---------------------------------------------------------------- | ---------- | ------------------------------------------------ |
| 2023                                                                                          | OMG          | - Date de sortie : 2 janvier 2023 - Labels : ADOR (HYBE), Geffen | 1          | - COR : plus de 1 774 000                        |
| 2024                                                                                          | How Sweet    | - Date de sortie : 24 mai 2024 - Labels : ADOR (HYBE), Geffen    | 1          | - COR : plus de 1 243 000                        |
| 2024                                                                                          | Supernatural | - Date de sortie : 21 juin 2024 - Labels : ADOR (HYBE), Geffen   | 1          | - COR : plus de 1 305 000 - JAP : plus de 82 000 |
| « — » indique que l'album ne s'est pas classé ou n'est pas éligible au classement de ce pays. |              |                                                                  |            |                                                  |

### Singles
| Année                                                             | Titre         | Meilleures positions | Meilleures positions | Meilleures positions | Meilleures positions | Meilleures positions | Meilleures positions | Meilleures positions | Album        |
| Année                                                             | Titre         | COR                  | JAP                  | AUS                  | GBR                  | CAN                  | USA                  | MON                  | Album        |
| ----------------------------------------------------------------- | ------------- | -------------------- | -------------------- | -------------------- | -------------------- | -------------------- | -------------------- | -------------------- | ------------ |
| 2022                                                              | Attention     | 1                    | —                    | —                    | —                    | —                    | —                    | 54                   | New Jeans    |
| 2022                                                              | Hype Boy      | 2                    | 41                   | —                    | —                    | 95                   | —                    | 52                   | New Jeans    |
| 2022                                                              | Cookie        | 9                    | —                    | —                    | —                    | —                    | —                    | —                    | New Jeans    |
| 2022                                                              | Ditto         | 1                    | 9                    | 54                   | 95                   | 43                   | 82                   | 8                    | OMG          |
| 2023                                                              | OMG           | 2                    | 7                    | 43                   | —                    | 35                   | 74                   | 10                   | OMG          |
| 2023                                                              | Super Shy     | 1                    | 10                   | 14                   | 52                   | 26                   | 48                   | 2                    | Get Up       |
| 2023                                                              | ETA           | 2                    | 8                    | 34                   | —                    | 48                   | 81                   | 12                   | Get Up       |
| 2023                                                              | Cool With You | 14                   | 43                   | 40                   | —                    | 57                   | 93                   | 22                   | Get Up       |
| 2024                                                              | How Sweet     | 2                    | 14                   | 87                   | —                    | 67                   | —                    | 15                   | How Sweet    |
| 2024                                                              | Supernatural  | 4                    | 7                    | —                    | —                    | 100                  | —                    | 25                   | Supernatural |
| « — » indique que le titre ne s'est pas classé dans cette région. |               |                      |                      |                      |                      |                      |                      |                      |              |

### Singles promotionnels
| Année                                                             | Titre                                                      | Meilleures positions | Meilleures positions | Meilleures positions | Meilleures positions | Meilleures positions | Album      |
| Année                                                             | Titre                                                      | COR                  | JAP                  | FRA                  | CAN                  | MON                  | Album      |
| ----------------------------------------------------------------- | ---------------------------------------------------------- | -------------------- | -------------------- | -------------------- | -------------------- | -------------------- | ---------- |
| 2023                                                              | Zero                                                       | 12                   | 58                   | —                    | —                    | —                    | Hors album |
| 2023                                                              | Be Who You Are (Jon Batiste feat. J.I.D, NewJeans, Camilo) | —                    | —                    | —                    | —                    | —                    | Hors album |
| 2023                                                              | Gods                                                       | 31                   | —                    | 99                   | 74                   | 75                   | Hors album |
| « — » indique que le titre ne s'est pas classé dans cette région. |                                                            |                      |                      |                      |                      |                      |            |

## Récompenses et nominations

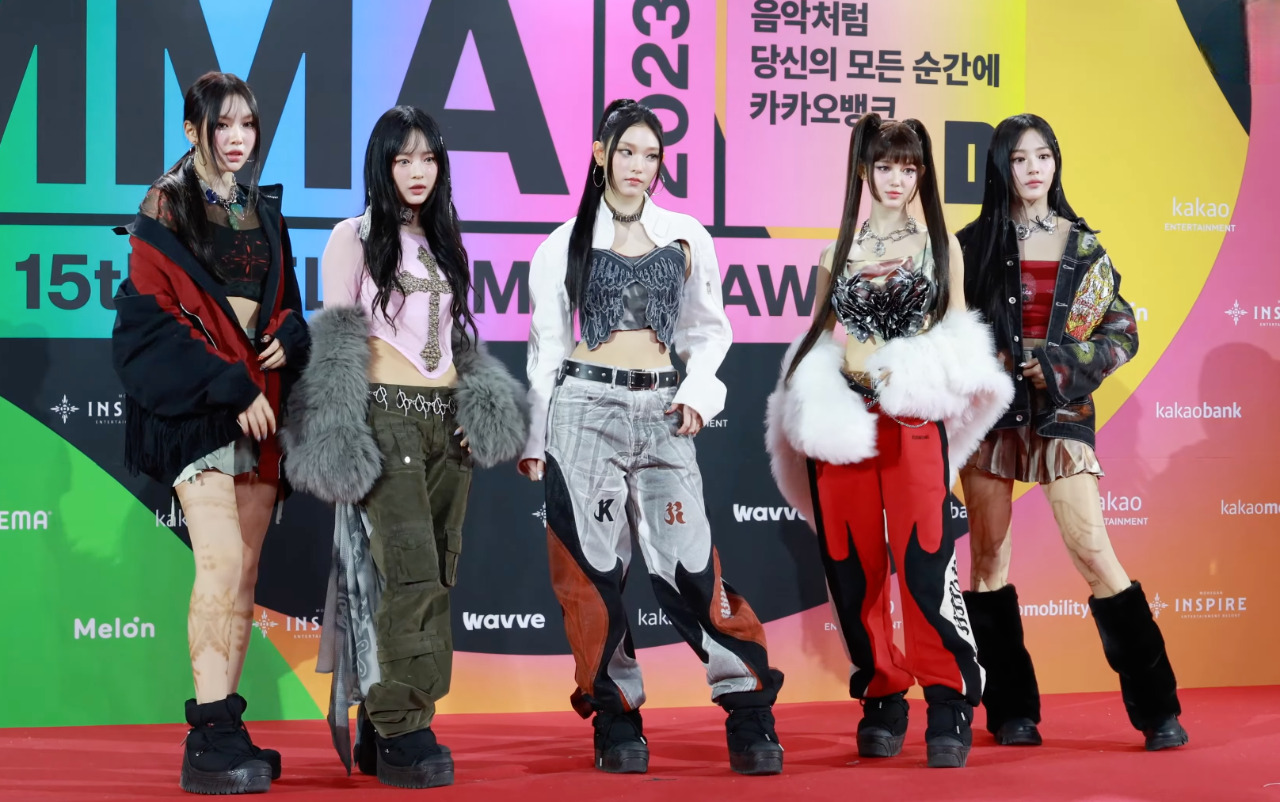
NewJeans aux MelOn Music Awards en décembre 2023.

Liste des récompenses et nominations de NewJeans aux principales cérémonies de récompenses musicales sud-coréennes et internationales :

### Asia Artist Awards
| Année | Catégorie                         | Travail nommé | Résultat | Réf.   |
| ----- | --------------------------------- | ------------- | -------- | ------ |
| 2022  | Rookie of the Year - Singer       | NewJeans      | Lauréat  | [ 63 ] |
| 2022  | Performance of the Year (Daesang) | NewJeans      | Lauréat  | [ 63 ] |
| 2023  | Best Choice Award                 | NewJeans      | Lauréat  | [ 64 ] |
| 2023  | Hot Trend Award - Singer          | NewJeans      | Lauréat  | [ 64 ] |
| 2023  | Fabulous Award                    | NewJeans      | Lauréat  | [ 64 ] |
| 2023  | Asia Celebrity Award              | NewJeans      | Lauréat  | [ 64 ] |
| 2023  | Song of the Year (Daesang)        | Ditto         | Lauréat  | [ 64 ] |
| 2023  | Singer of the Year (Daesang)      | NewJeans      | Lauréat  | [ 64 ] |
| 2024  | Best Performance                  | How Sweet     | Lauréat  | [ 65 ] |
| 2024  | Best Artist Award - Singer        | NewJeans      | Lauréat  | [ 65 ] |
| 2024  | Singer of the Year (Daesang)      | NewJeans      | Lauréat  | [ 65 ] |

### Circle Chart Music Awards
| Année | Catégorie                                  | Travail nommé | Résultat   | Réf.   |
| ----- | ------------------------------------------ | ------------- | ---------- | ------ |
| 2022  | Rookie of the Year - Digital Music         | Attention     | Lauréat    | [ 66 ] |
| 2022  | Rookie of the Year - Physical Album        | New Jeans     | Nomination | [ 67 ] |
| 2022  | Artist of the Year (Digital) - August 2022 | Attention     | Nomination | [ 67 ] |
| 2022  | Artist of the Year (Digital) - August 2022 | Hype Boy      | Nomination | [ 67 ] |
| 2023  | Music Steady Seller of the Year            | Hype Boy      | Lauréat    | [ 68 ] |
| 2023  | Artist of the Year - Digital               | Ditto         | Lauréat    | [ 68 ] |
| 2023  | Artist of the Year - Unique Listeners      | Ditto         | Lauréat    | [ 68 ] |
| 2023  | Artist of the Year - Global Streaming      | Super Shy     | Lauréat    | [ 68 ] |

### Golden Disc Awards
| Année | Catégorie                   | Travail nommé | Résultat   | Réf.   |
| ----- | --------------------------- | ------------- | ---------- | ------ |
| 2022  | New Artist of the Year      | NewJeans      | Lauréat    | [ 69 ] |
| 2022  | Best Digital Song (Bonsang) | Attention     | Lauréat    | [ 69 ] |
| 2022  | Song of the Year (Daesang)  | Attention     | Nomination | [ 69 ] |
| 2023  | Best Digital Song (Bonsang) | Ditto         | Lauréat    | [ 70 ] |
| 2023  | Song of the Year (Daesang)  | Ditto         | Lauréat    | [ 70 ] |
| 2024  | Cosmopolitan Artist Award   | NewJeans      | Lauréat    | [ 71 ] |
| 2024  | Best Digital Song (Bonsang) | How Sweet     | Lauréat    | [ 71 ] |
| 2024  | Song of the Year (Daesang)  | How Sweet     | Nomination | [ 71 ] |

### MAMA Awards
| Année | Catégorie                            | Travail nommé | Résultat   | Réf.   |
| ----- | ------------------------------------ | ------------- | ---------- | ------ |
| 2022  | Worldwide Fans’ Choice TOP 10        | NewJeans      | Nomination | [ 72 ] |
| 2022  | Favorite New Artist                  | NewJeans      | Lauréat    | [ 72 ] |
| 2022  | Best New Female Artist               | NewJeans      | Nomination | [ 72 ] |
| 2022  | Best Dance Performance Female Group  | Attention     | Nomination | [ 72 ] |
| 2022  | Song of the Year (Daesang)           | Attention     | Nomination | [ 72 ] |
| 2023  | Worldwide Fans’ Choice TOP 10        | NewJeans      | Nomination | [ 73 ] |
| 2023  | Best Female Group                    | NewJeans      | Lauréat    | [ 73 ] |
| 2023  | Best Dance Performance Female Group  | Ditto         | Lauréat    | [ 73 ] |
| 2023  | Song of the Year (Daesang)           | Ditto         | Lauréat    | [ 73 ] |
| 2023  | Album of the Year (Daesang)          | Get Up        | Nomination | [ 73 ] |
| 2023  | Artist of the Year (Daesang)         | NewJeans      | Lauréat    | [ 73 ] |
| 2024  | Worldwide Fans’ Choice Female TOP 10 | NewJeans      | Lauréat    | [ 74 ] |
| 2024  | Best Female Group                    | NewJeans      | Nomination | [ 74 ] |
| 2024  | Best Dance Performance Female Group  | How Sweet     | Nomination | [ 74 ] |
| 2024  | Best Choreography                    | Supernatural  | Nomination | [ 74 ] |
| 2024  | Song of the Year (Daesang)           | How Sweet     | Nomination | [ 74 ] |
| 2024  | Artist of the Year (Daesang)         | NewJeans      | Nomination | [ 74 ] |

### MelOn Music Awards
| Année | Catégorie                    | Travail nommé | Résultat   | Réf.   |
| ----- | ---------------------------- | ------------- | ---------- | ------ |
| 2022  | New Artist of the Year       | NewJeans      | Lauréat    | [ 75 ] |
| 2022  | Best Female Group            | NewJeans      | Nomination | [ 75 ] |
| 2022  | Top 10 artists (Bonsang)     | NewJeans      | Lauréat    | [ 75 ] |
| 2022  | Album of the Year (Daesang)  | New Jeans     | Nomination | [ 75 ] |
| 2022  | Artist of the Year (Daesang) | NewJeans      | Nomination | [ 75 ] |
| 2023  | Best Female Group            | NewJeans      | Lauréat    | ,      |
| 2023  | Millions Top 10 Award        | Get Up        | Lauréat    | ,      |
| 2023  | Top 10 artists (Bonsang)     | NewJeans      | Lauréat    | ,      |
| 2023  | Song of the Year (Daesang)   | Ditto         | Lauréat    | ,      |
| 2023  | Album of the Year (Daesang)  | Get Up        | Nomination | ,      |
| 2023  | Artist of the Year (Daesang) | NewJeans      | Lauréat    | ,      |
| 2024  | Best Female Group            | NewJeans      | Nomination | ,      |
| 2024  | Millions Top 10 Award        | How Sweet     | Lauréat    | ,      |
| 2024  | Top 10 artists (Bonsang)     | NewJeans      | Lauréat    | ,      |
| 2024  | Artist of the Year (Daesang) | NewJeans      | Nomination | ,      |

### Seoul Music Awards
| Année | Catégorie                   | Travail nommé | Résultat   | Réf.   |
| ----- | --------------------------- | ------------- | ---------- | ------ |
| 2022  | New Artist of the Year      | NewJeans      | Lauréat    | [ 80 ] |
| 2023  | Bonsang Award (Main Prize)  | NewJeans      | Lauréat    | [ 81 ] |
| 2023  | Daesang Award (Grand Prize) | NewJeans      | Nomination | [ 81 ] |
| 2023  | Best Song of the Year       | OMG           | Lauréat    | [ 81 ] |

### Billboard Music Awards
| Année | Catégorie                                    | Travail nommé | Résultat   | Réf.   |
| ----- | -------------------------------------------- | ------------- | ---------- | ------ |
| 2023  | Top Billboard Global (Excluding U.S.) Artist | NewJeans      | Nomination | [ 82 ] |
| 2023  | Top Global K-Pop Song                        | Ditto         | Nomination | [ 82 ] |
| 2023  | Top Global K-Pop Song                        | OMG           | Nomination | [ 82 ] |
| 2023  | Top K-Pop Album                              | Get Up        | Nomination | [ 82 ] |
| 2023  | Top Global K-Pop Artist                      | NewJeans      | Lauréat    | [ 82 ] |

### MTV Video Music Awards
| Année | Catégorie  | Travail nommé | Résultat   | Réf.   |
| ----- | ---------- | ------------- | ---------- | ------ |
| 2023  | Best Group | NewJeans      | Nomination | [ 83 ] |
| 2024  | Best K-pop | Super Shy     | Nomination | [ 84 ] |
| 2024  | Best Group | NewJeans      | Nomination | [ 84 ] |